# Narcissus caramulensis
Narcissus caramulensis är en amaryllisväxtart som beskrevs av P.Ribeiro, Paiva och H.Freitas. Narcissus caramulensis ingår i släktet narcisser, och familjen amaryllisväxter.
Artens utbredningsområde är Portugal. Inga underarter finns listade i Catalogue of Life.